# Jan Willem van Driel

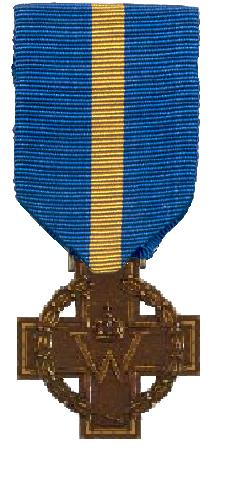

Jan Willem van Driel (Rozenburg, 28 februari 1922 – 24 februari 1980) was Engelandvaarder. Hij is via Zweden naar Engeland gegaan. Daar is hij opgeleid tot geheim agent.
In de nacht van 17/18 augustus 1940 is hij, zonder dat de Centrale Inlichtingendienst op de hoogte is gesteld, door Special Operatons Executive (SOE) als "Willem v.d. Brink" met een boot afgezet bij Oostvoorne. Hij komt daar veilig aan wal, maar bij de landing raakt hij zijn zender kwijt. Hij kan dus geen contact met Engeland opnemen en ook niet zijn opdracht uitvoeren en een verzendnetwerk opbouwen. In Rotterdam geeft hij aan verzetsmensen les in het gebruik van de S-phone.  Op 11 maart 1945 is hij via de Biesbosch naar bevrijd Nederland gegaan.
Van Driel overleed in 1980. Hij werd begraven op Begraafplaats Vredehof in Ridderkerk.

## Onderscheiding
- Kruis van Verdienste (KB 22-4-1948) wegens zijn Engelandvaart.